# アゾキシ化合物

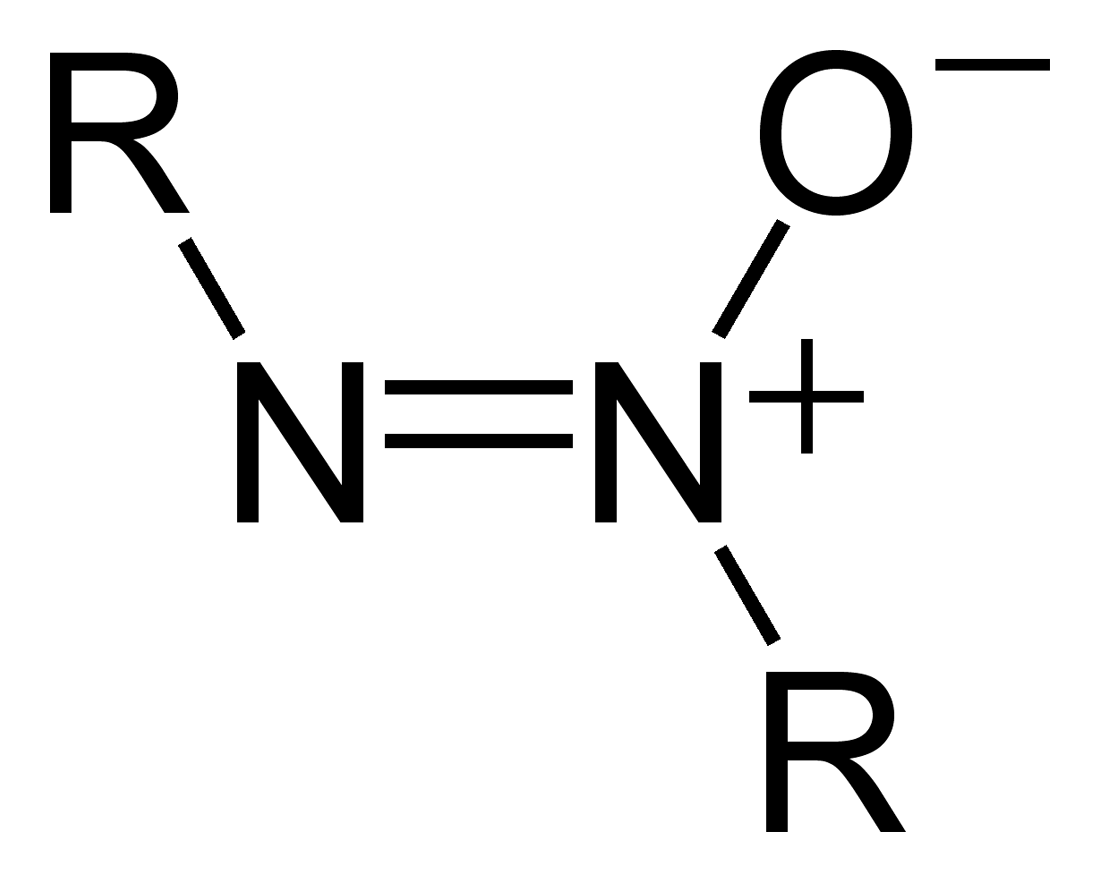
アゾキシ化合物

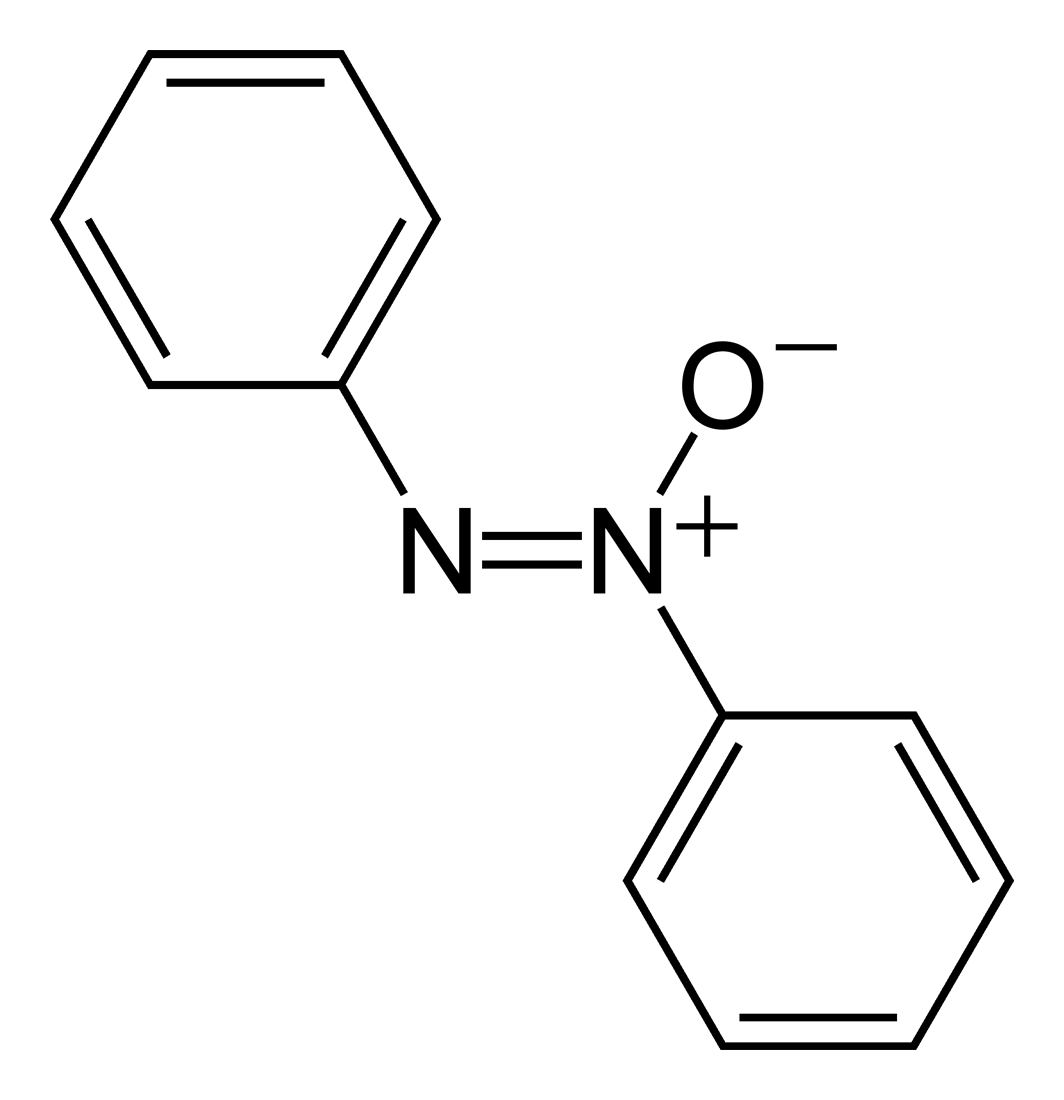
アゾキシベンゼン

アゾキシ化合物（アゾキシかごうぶつ、azoxy compounds）とは、有機化学において一般式が R-N=N+(-O−)-R'、あるいは R-N=N(→O)-R' と表される化合物群。アゾ化合物の N-オキシドにあたる。

## アゾキシ基
アゾキシ化合物の部分構造である -N=N+(-O−)- の2価の官能基をアゾキシ基 (azoxy group) と呼ぶ。下式のような共鳴のため、N-O 部分は 1,2-双極子として、N=N-O 部分は 1,3-双極子 としての性質を示す。
R-N=N+(-O-)-R' ←→ R-N+-N(-O-)-R'

## 合成
ニトロソ化合物とヒドロキシルアミン誘導体とを混合すると脱水縮合が起こりアゾキシ化合物が生成する。
R-NHOH  +  R'-N=O  →  R-N=N+(-O−)-R'  +  H2O
ニトロ化合物を亜ヒ酸ナトリウム (Na3AsO3) などの穏和な還元剤で還元すると、中間体としてニトロソ化合物とヒドロキシルアミンが生じたときに縮合してアゾキシ化合物となる。
2 Ph-NO2  +  As2O3  +  NaOH  →   Ph-N=N+(-O−)-Ph
同様の反応は、ニトロソ化合物を基質としてもよい。

## 反応
アゾキシ化合物をトリフェニルホスフィンなどで穏やかに還元するとアゾ化合物が、亜鉛などの強い還元剤を作用させるとアミンを与える。
Ar-N=N+(-O−)-Ar  +  Ph3P  →  Ar-N=N-Ar  +  Ph3P=O
Ar-N=N+(-O−)-Ar  +  Zn/HCl  →  2 Ar-NH2
N=N-O 部位が 1,3-双極子としての性質を持つことから、環化付加反応の基質となる。
芳香族アゾキシ化合物に強酸を作用させると、形式的に酸素が芳香環のパラ位に移動するヴァラッハ転位が起こる。